# Phyllanthus exilis
Phyllanthus exilis är en emblikaväxtart som beskrevs av Spencer Le Marchant Moore. Phyllanthus exilis ingår i släktet Phyllanthus och familjen emblikaväxter. Inga underarter finns listade i Catalogue of Life.